# شور (خوراکی)

یک کاسه شور، شامل گل کلم، سیر و هویج

شیشه‌ای که شور در آن تهیه شده‌است.

در آشپزی ایرانی، به سبزیجاتی که در آب شور نگه داشته می‌شوند، شور یا شوری می‌گویند. هدف از اینکار تازه نگاه داشتن و طعم‌دار کردن سبزیجاتی مثل خیار، گل کلم، لوبیای سبز، کلم‌برگ و… است. برای طعم‌دار کردن شورها معمولاً از ترخون، سرکه و سیر استفاده می‌شود.

## تهیه شور
فصل تهیهٔ شور معمولاً اواخر پاییز است که سبزیجات تازه به فراوانی یافت می‌شود. به فرایند تهیهٔ شور در اصطلاح شور انداختن می‌گویند.
مواد اصلی نگهدارنده در شور محلول سرکه، نمک و آب است. سبزیجات مناسب برای شور شامل خیار قلمی، گل کلم، هویج، سیر و پیاز می‌باشند. ادویه مرسوم فلفل سیاه، سیر و سبزیجات معطر مانند ترخون، برگ مو یا برگ آلبالو است.

## انواع شور
- خیارشور
- کلم شور
- شور مخلوط
- شور نخود فرنگی
- شور چغاله
- شور برگ انگور
- شور ذرت
- شور غوره
- شور زیتون
- شور گوجه سبز
- شور کلم قرمز
- شور گل کلم با آب لبو
- شور کلم بروکلی
- شور فلفل قرمز
- شور چنبر خیار